# Чарівний халат
«Чарівний халат» — радянський кольоровий дитячий художній фільм 1964 року, знятий режисером Алі-Сеттаром Атакшиєвим на кіностудії «Азербайджанфільм».

## Сюжет
На свято до піонерів приїжджає відомий фокусник Іо-Кіо, який дарує хлопцям «чарівний» халат. Надягнувши цей халат можна перенестися і в минуле і в майбутнє. Про те, які неймовірні пригоди трапляються зі школярами Рашидом та Заріфою, коли вони одягали «чарівний» халат, і розповідає фільм.

## У ролях
- Азер Курбанов — Рашид Мірзоєв
- Солмаз Хатамова — Заріфа
- Микола Логінов — Петя
- Юсіф Шейхов — Ельдар
- Аліага Агаєв — Хан
- Анатолій Фалькович — Іо-Кіо
- Мовсун Санані — Мехсун Агаєв
- Ага Гусейн Джавадов — головний візир
- Ісмаїл Османли — Векіл, суддя
- Гусейнага Садихов — візир
- Мамед Садиков — звіздар
- Афрасіяб Мамедов — Сердар
- Алекпер Гусейн-заде — старий
- Алі Халілов — купець
- Мамедсадих Нурієв — купец
- Бахадур Алієв — полководець
- Талят Рахманов — міліціонер
- Моллага Бабірлі — казначей
- Лютфі Мамедбеков — вчитель «в майбутньому»
- Алмаз Ахмедова — Сакіна
- Назім Мустафаєв — мудрець
- Аріф Мадатов — циркач

## Знімальна група
- Режисер — Алі-Сеттар Атакшиєв
- Сценаристи — Андрій Тарасов, Алі-Сеттар Атакшиєв
- Оператор — Тейюб Ахундов
- Композитор — Аріф Меліков
- Художники — Мамед Гусейнов, Джебраїл Азімов